# Revueltosaurus
Revueltosaurus (лат., от исп. revuelta — революция и др.-греч. σαῦρος [sauros] — ящер, ящерица, буквально: ящер революции) — род вымерших пресмыкающихся из отряда этозавров, известный из отложений верхнего триаса (карнийский — норийский ярусы), найденных на территории штатов Аризона, Нью-Мексико, Пенсильвания и Северная Каролина (США). Многие образцы, в основном зубы, были отнесены к Revueltosaurus на протяжении многих лет, но на март 2020 года к этому роду отнесены лишь 2 валидных вида. В длину достигали 1 м.

## Классификация

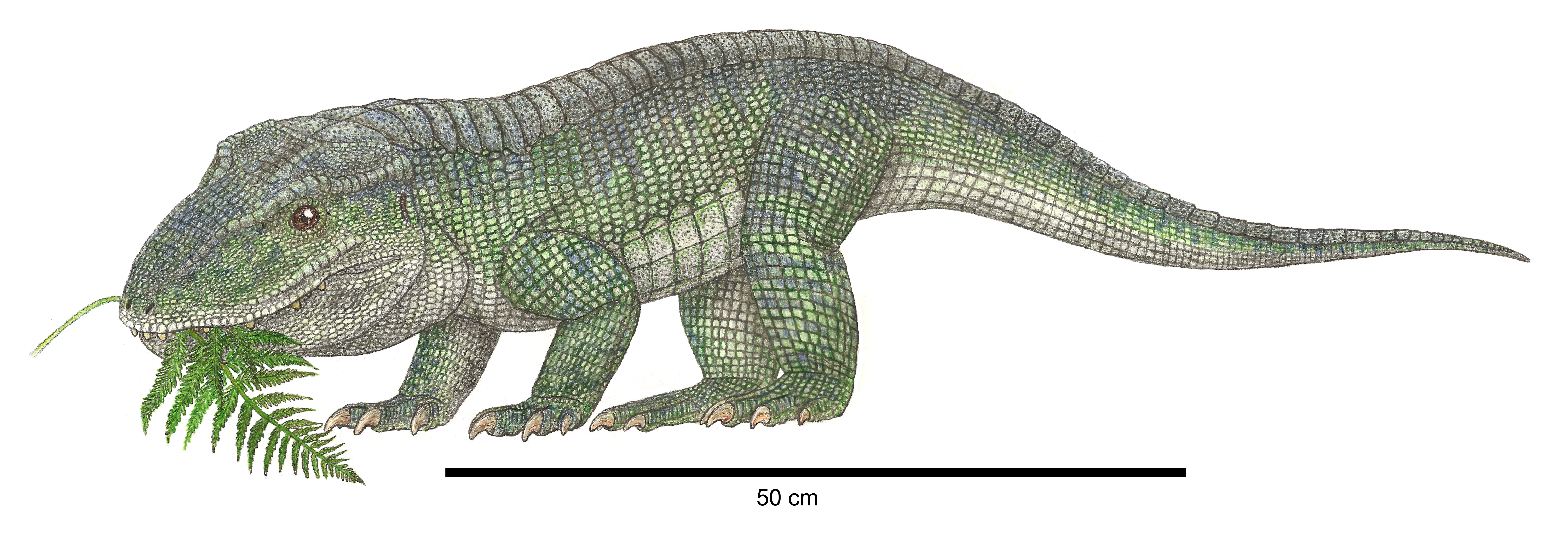
Реконструкция

По данным сайта Paleobiology Database, на март 2020 года в род включают 2 вымерших вида:
- Revueltosaurus callenderi Hunt, 1989typus
- Revueltosaurus hunti Heckert, 2002

Также к роду относят 2 вида в статусе nomen dubium: Pekinosaurus olseni Hunt & Lucas, 1994, Thecodontosaurus gibbidens Cope, 1878.